# Planetary Observer
Planetary Observer - anulowany program eksploracji kosmicznych stworzony przez NASA, powstały w celu stworzenia i wykorzystania tańszych sond kosmicznych, budowanych na bazie ziemskich sztucznych satelitów, wykorzystujących baterie słoneczne jako źródło zasilania i jednakową konstrukcję kadłuba.

## Historia
Po wysłaniu w kosmos serii drogich misji międzyplanetarnych (koszta sięgały nawet miliardów dolarów) w latach 70., na początku lat 80. NASA zaczęła poszukiwać tańszych rozwiązań dla sond, które miały być wysłane w latach 90. i później. W 1983 powstały 2 programy spełniające dane kryteria: program Planetary Observer i Mariner Mark II. Planetary Observer skupiał się głównie na badaniach najbliższych zakątków Układu Słonecznego, zaś Mariner Mark II na eksploracji poza pasem planetoid.
Z powodu cięć budżetowych program anulowano w latach 1992–93.

## Sondy kosmiczne programuPlanetary Observer

### Mars Observer
Mars Observer miał za zadanie prowadzenie obserwacji powierzchni i zmian klimatu na Marsie. Była to jedyna sonda z programu, którą wysłano w przestrzeń kosmiczną. Jej misja została zaakceptowana w 1985, a 25 września 1992 nastąpił start. 3 dni przed planowanym wejściem na orbitę wokół Marsa, kontakt z sondą został utracony, zaś wszelkie próby jego odzyskania okazały się bezskuteczne.

### Lunar Observer
Lunar Observer był planowanym orbiterem Księżyca. Miał za zadanie prowadzić obserwacje z wysokości 70 km. Planowany termin startu był w 1997, jednak misję anulowano. Planowany budżet misji wynosił od 500-700 mln USD.